# 콜롬비아 페소
페소(스페인어: Peso colombiano)는 콜롬비아의 통화로, 1 페소는 100 센타보(centavos)로 나뉜다.
콜롬비아는 1837년에 페소를 도입했는데 도입 당시의 보조 화폐 단위 비율은 1 페소 = 8 레알이었다. 1847년에 보조 화폐 단위 비율을 1 페소 = 10 레알로 변경했으며 1872년에 1 페소 = 100 센타보로 변경하여 오늘에 이른다. 1, 5, 10, 20, 50, 100, 200, 500, 1,000 페소 동전과 1,000, 2,000, 5,000, 10,000, 20,000, 50,000, 100,000 페소 지폐가 통용된다. 과거에 센타보 동전이 발행된적 있으나 너무 낮은 가치로하여 쓰이지 않는편이다.

## 같이 보기
- 콜롬비아의 경제